# Evje
Evje är den enda tätorten i Evje og Hornnes kommun i Agder fylke i södra Norge. Orten ligger vid älven Otra i Setesdalen, där riksväg 9 och fylkesväg 42 möts. Den utgör kommunens centralort.